# Insjön (Björkö-Arholma socken, Uppland)
Insjön är en sjö i Norrtälje kommun i Uppland och ingår i Skeboån-Broströmmens kustområde.